# Xiphiagrion cyanomelas
Xiphiagrion cyanomelas là một loài chuồn chuồn kim trong họ Coenagrionidae.
Xiphiagrion cyanomelas được Selys miêu tả khoa học năm 1876.